# 波紋海豬魚
波紋海豬魚，為輻鰭魚綱鱸形目隆頭魚亞目隆頭魚科的其中一種，分布於西印度洋區，從東非至安達曼海海域，棲息深度2-31公尺，體長可達13公分，棲息在水淺的珊瑚礁、岩礁區，生活習性不明。